# Reichstag zu Worms (1065)
Der Reichstag zu Worms 1065 war eine Reichsversammlung, die – formal unter Kaiser Heinrich IV. – in Worms stattfand.

## Kontext
Heinrich IV., am 11. November 1050 geboren, wurde bereits im Alter von knapp sechs Jahren Römisch-deutscher König, nachdem sein Vater, Heinrich III., 1056 unerwartet früh verstorben war. Dem folgte eine turbulente Regentschaft während der Minderjährigkeit Heinrich IV., die in der Entführung des Königs durch Erzbischof Anno II. von Köln 1062 in Kaiserwerth gipfelte, aber auch danach weiter von heftigen Auseinandersetzungen der Mächtigen im Deutschen Reich geprägt war. Offensichtlich sahen die Beteiligten in der Möglichkeit, den König zum frühest möglichen Zeitpunkt für volljährig zu erklären, eine Möglichkeit, die Lage zu befrieden.
Das zentrale Geschehen spielte sich kurz nach dem Osterfest, am 29. März 1065 ab. Der König war damals 14 Jahre alt.

## Geschehen
Die Volljährigkeit des Königs herzustellen, war Hauptanliegen auf der Reichsversammlung 1065 in Worms. Dieser Termin war etwas früher als üblich, aber möglich. Dazu wurde das Ritual der Schwertleite durchgeführt, dem jungen König in einem feierlichen Rahmen vor einer Öffentlichkeit seine Rüstung angelegt und Waffen übergeben und damit bezeugt, dass er nun waffenfähig und damit volljährig war. Erzbischof Eberhard von Trier erteilte in der Zeremonie den kirchlichen Segen. Er war vor seiner Wahl zum Bischof Dompropst in Worms gewesen.
Im Rahmen dieser Zeremonie wurde auch öffentlich demonstriert, dass die lange Auseinandersetzung zwischen Kaiser Heinrich III. und Herzog Gottfried III. von Niederlothringen beigelegt war: Gottfried III. fungierte in der Zeremonie als Schildträger des Königs (und erhielt das Herzogtum Niederlothringen, das Heinrich III. ihm verweigert hatte, von Heinrich IV.)
Über den weiteren Verlauf berichtet Lambert von Hersfeld, dass der soeben volljährig gewordene König seinen erweiterten Handlungsspielraum sofort dazu nutzen wollte, militärisch gegen Erzbischof Anno II. von Köln vorzugehen, der bis dahin nach der Entführung von Kaiserwerth de facto Regent gewesen war. Nur die Intervention seiner Mutter, Kaiserin Agnes, habe ihn davon abgehalten. Vermutlich ist diese Geschichte übertrieben und beruht auf der Gegnerschaft Lamperts von Hersfeld gegen den König. Immerhin ist Erzbischof Arno einige Tage später immer noch Intervenient einer königlichen Beurkundung.
Weiter wird auf der Reichsversammlung der Beschluss gefasst, ein Heer für die in Aussicht genommene Romfahrt Heinrichs IV. zu sammeln, das um Pfingsten nach Italien aufbrechen sollte. Der Plan wird in der Folge aber nicht umgesetzt.

## Teilnehmer
In der weitgehend schriftlosen Gesellschaft im Deutschland des 11. Jahrhunderts war die Wirksamkeit eines solchen Akts auch daran gebunden, dass er von möglichst vielen und bedeutenden Zeugen wahrgenommen wurde. In Worms hatten sich deshalb die führenden Persönlichkeiten des Reiches versammelt. Dazu zählten und sind namentlich bekannt:
- König Heinrich IV.
- die Königin-Mutter, Kaiserin Agnes
- Erzbischof Anno II. von Köln
- Erzbischof Adalbert von Hamburg-Bremen
- Erzbischof Eberhard von Trier
- Gottfried III. („der Bärtige“) Herzog von Oberlothringen, Niederlothringen und Markgraf von Tuszien

Eine große Zahl weiterer Teilnehmer wird in den Quellen pauschal erwähnt, ohne dass sie namentlich genannt werden. Der Ortsbischof, Arnold I. (oder Arnulf) von Worms, dürfte bei einem solchen Anlass ebenfalls anwesend gewesen sein. Definitiv nicht in Worms anwesend, sondern auf einer Pilgerreise nach Jerusalem befanden sich an Ostern 1065 die Bischöfe Siegfried I. von Mainz, Wilhelm I. von Utrecht, Otto von Regensburg und Gunther von Bamberg.